# Portomarínský most

Portomarínský most se nachází ve španělském městě Portomarín. Vede přes něj francouzská větev (španělsky Camino Francés) Svatojakubské cesty.

## Historie
První most jižně od obce Portomarín vznikl již v době existence Římské říše, původní obec Portomarín se rozvíjela díky existenci tohoto mostu. Ten byl nakonec zničen ve 12. století během jedné ze španělských válek. Osm let poté byl obnoven, středověký most stál přes řeku Minho až do 16. prosince 1861, kdy byl částečně zničen při povodni. Po třiceti letech byl nahrazen mostem novým, pozůstatky starého ale v řece zůstaly a jsou dochovány na historických fotografiích. Do současné doby existuje pouze jeho část z jediného oblouku.
Na začátku 20. století byl zbudován moderní most, který sloužil až do 60. let. Vzhledem k výstavbě přehrady Embalse de Belesar, která zaplavila původní obec, pozůstatek římského mostu i novější kamenný most, bylo rozhodnuto o zbudování mostu betonového v úrovni o několik desítek metrů vyšší. Původní most však zůstal netknutý, zaplavený vodou a v případě vypuštění nádrže Embalse de Belesar je – spolu se základy původní obce – dobře viditelný.